# Muscle Car Chronicles
Albums de Curren$y
Weekend at Burnie's
(2011) The Stoned Immaculate
(2012)
Muscle Car Chronicles est le sixième album studio du rappeur Curren$y, sorti le 14 février 2012.

## Liste des titres
| No | Titre                                                            | Durée |
| -- | ---------------------------------------------------------------- | ----- |
| 1. | Soundbombin'                                                     | 1:28  |
| 2. | N.O. Shit                                                        | 1:39  |
| 3. | Frosty                                                           | 2:01  |
| 4. | Razors & Chopsticks                                              | 1:53  |
| 5. | Not So Much                                                      | 1:47  |
| 6. | Fly Out (Part Deux)                                              | 3:10  |
| 7. | Bout It 2011                                                     | 2:56  |
| 8. | The Strangest Life                                               | 1:25  |
| 9. | Fly Out (Part Tres) (featuring Sir Michael Rocks et Tabi Bonney) | 3:04  |